# Гранжевый разговорник
И я такая говорю: „Дайте мне слово, и я назову вам гранжевый синоним к нему“. [...] Ну, если они настолько тупые, чтобы придумать напечатать такой бред, почему бы не взять и опустить их по полной?.
Гранжевый разговорник, или гранжевый словарь (англ. Grunge speak), — мистификация, созданная Меган Джаспер, бывшей секретаршей лейбла Sub Pop Records, которая на тот момент работала в звукозаписывающей фирме Caroline Records.

## История
В период гранжевого «бума» сооснователь Sub Pop Records Джонатан Поунмэн направил репортера The New York Times, который хотел узнать у него, есть ли у фанатов гранжа свой собственный сленг, к Меган Джаспер, зная, что она любит устраивать розыгрыши и не упустит возможности поглумиться над ним. Джаспер, которой тогда было 25 лет, рассказала репортёру набор жаргонных терминов, которые, по её утверждению, были связаны с сиэтлской гранж-сценой начала 1990-х, но на самом деле были выдуманы ею прямо по ходу беседы. 15 ноября 1992 года информация, предоставленная Джаспер, была опубликована в статье репортёра газеты Рика Марина, под названием «Lexicon of Grunge: Breaking the Code» (с англ. — «Лексикон гранжа: взлом кода»).
На самом деле сиэтлская гранж-сцена не имела специфического жаргонного языка. Многие представители этого музыкального направления были возмущены предположением The New York Times, что у них есть персональный сленг, а также утверждением, что он «скоро просочится в среднюю школу или соседний торговый центр».
Впоследствии Томас Фрэнк из The Baffler, журнала, посвящённого культурной критике, доказал, что разговорник был мистификацией. Публицист утверждал, что Джаспер намеренно ввела в заблуждение The New York Times, а также британский журнал SKY. По мнению Фрэнка, девушка сделала это потому, что ей надоело навязчивое внимание репортёров к людям, вовлечённым в сиэтлскую гранж-сцену, и с помощью подобной шутки она отыгралась на них, отомстив за безустанный интерес к этому музыкальному направлению.
Одна из моих любимых фишек тех лет — это гранжевый словарь. „The New York Times“ позвонили в „Sub Pop“ и разговаривали с девушкой, которая просто начала выдумывать слова. Они пытались узнать какие-то секреты, как наркота называется, есть ли какой-то гранжевый сленг в Сиэтле. [...] Она несла полную ахинею просто для того, чтобы посмеяться... и тут на первой странице „The New York Times“ выходит статья „Лексикон гранжа“. Весь город над ними угорал.
После этого руководство Times потребовало, чтобы Фрэнк прислал им извинения за то, что он опубликовал ложную информацию, полагая, что именно он вводил общественность в заблуждение. Однако вместо этого публицист отправил им письмо в поддержку своего расследования. «Когда крупная влиятельная газета отправляется на поиски следующей громкой сенсации, а эта сенсация берёт и мочится на её ногу, — писал он, — это выглядит чертовски смешно». Фрэнк считал эту статью частью попытки мейнстрим-культуры поглотить гранж-сцену и подчёркивал, что руководство The New York Times получило по заслугам.
Вскоре после выхода статьи в The Baffler некоторые люди в Сиэтле начали носить футболки с надписями «lamestain» и «harsh realm», напечатанными тем же шрифтом, что и знаменитый логотип The Times. Сами слова никогда не воспринимались как настоящий сленг в рамках гранж-сцены (хотя «score» и «dish» используются в других сленгах). Один из терминов, «harsh realm», был использован в качестве названия научно-фантастического комикса и короткометражного телесериала 1999 года — его экранизации; помимо этого он фигурировал в обиходе персонажей комикса «Грязная парочка», созданного Адамом Уорреном, в качестве футуристического сленга (где он имел то же определение, которым наделила его Джаспер). Впоследствии Джаспер рассказала о своём розыгрыше в документальном фильме «Хайп!» 1996 года, посвящённом гранж-сцене начала 1990-х годов.

## Гранжевый разговорник
| Во время интервью Джаспер придумала следующие термины и их определения: - bloated, big bag of bloatation — пьяный человек - bound-and-hagged — остаться дома в пятницу или субботний вечер - cob nobbler — неудачник - dish — объект вожделения - fuzz — большой шерстяной свитер - harsh realm — лентяй | - kickers — большие ботинки - lamestain — отстойный человек - plats — обувь на платформе - rock on — доброжелательное прощание - score — «отлично!» - swingin' on the flippity-flop — тусоваться - tom-tom club — отстойные аутсайдеры - wack slacks — старые рваные джинсы |